# Bractwo Żelaznej Szekli

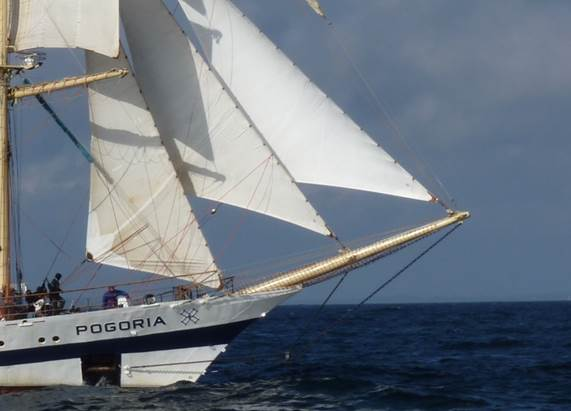
Cztery splecione szekle – logo Bractwa na dziobie STS Pogoria

Bractwo Żelaznej Szekli – polska organizacja zajmująca się wychowaniem morskim młodzieży, utworzona przez grupę żeglarzy w roku 1973 z inicjatywy kpt. Adama Jassera. Działalność Bractwa była ściśle związana z telewizyjnym programem Bohdana Sienkiewicza „Latający Holender”. W rozwoju Bractwa brał udział kpt. Krzysztof Baranowski, wspierany przez kpt. Macieja Szczepańskiego (przewodniczącego Komitetu do Spraw Radia i Telewizji). Logo Bractwa – cztery splecione i ułożone w Krzyż świętego Andrzeja szekle – znajduje się na dziobie żaglowca „Pogoria”, zbudowanego dla tej organizacji w latach 1979–1980.

## Historia Bractwa
Pomysłodawcą i założycielem organizacji był kpt. Adam Jasser, żeglarz, współpracownik magazynu TV „Latający Holender” – najbardziej popularnego programu o tematyce morskiej w historii polskiej telewizji, prowadzonego przez Bohdana Sienkiewicza. Inicjatywa utworzenia Bractwa pojawiła się w roku 1973, gdy Adam Jasser prowadził rejs szkoleniowy na STS Generał Zaruski, w którym uczestniczyła młodzież z radiowego naboru „Lata z Radiem” Stefana Wysockiego.

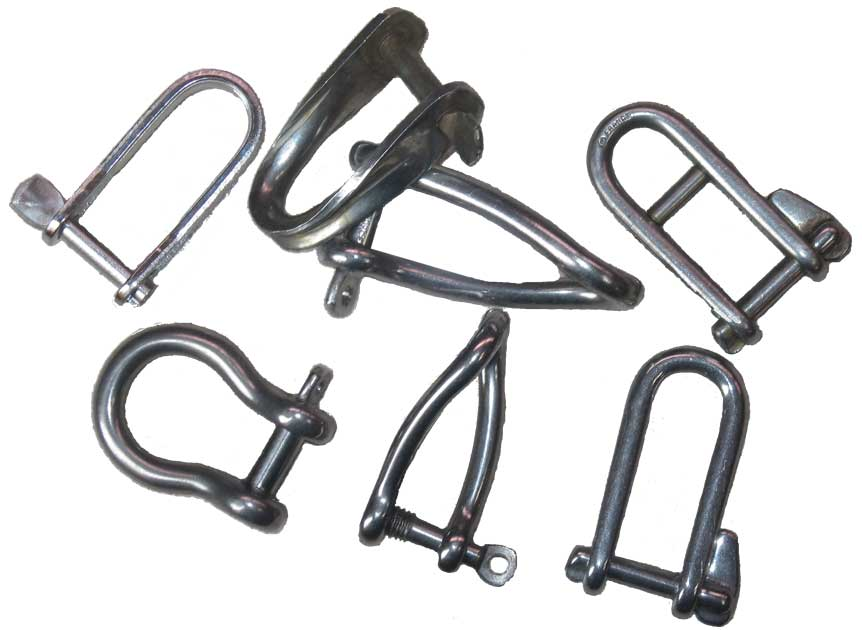
Szekle – symbol więzi
(cztery skrzyżowane szekle umieszczono na Wielkim Proporcu Bractwa, na dziobie i na żaglach rejowych „Pogorii”)

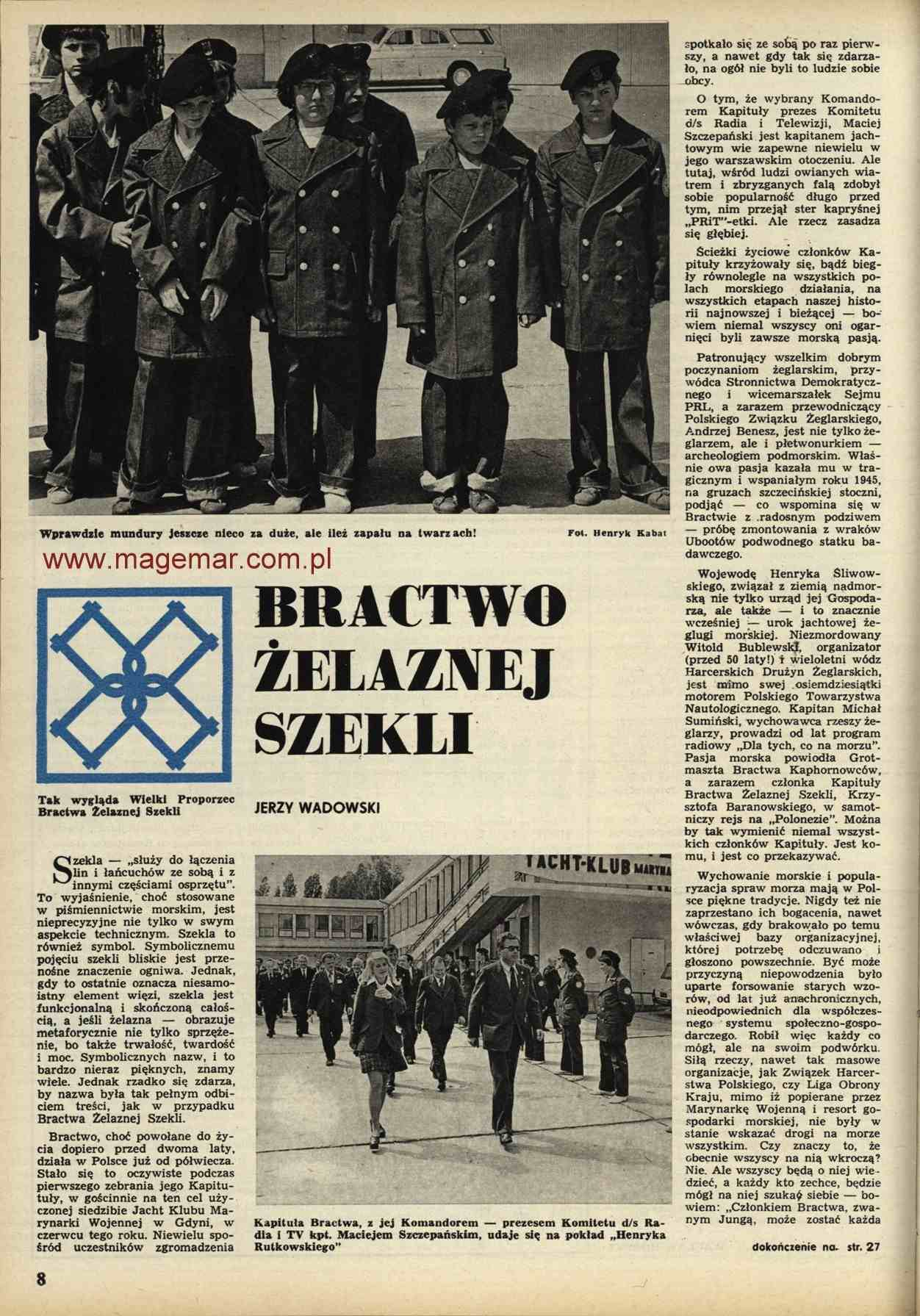
Artykuł Jerzego Wadowskiego w miesięczniku „Morze” (1975); na zdjęciu: prezes Telewizji Polskiej i Komandor Kapituły Bractwa, Maciej Szczepański w drodze na pokład „Henryka Rutkowskiego”

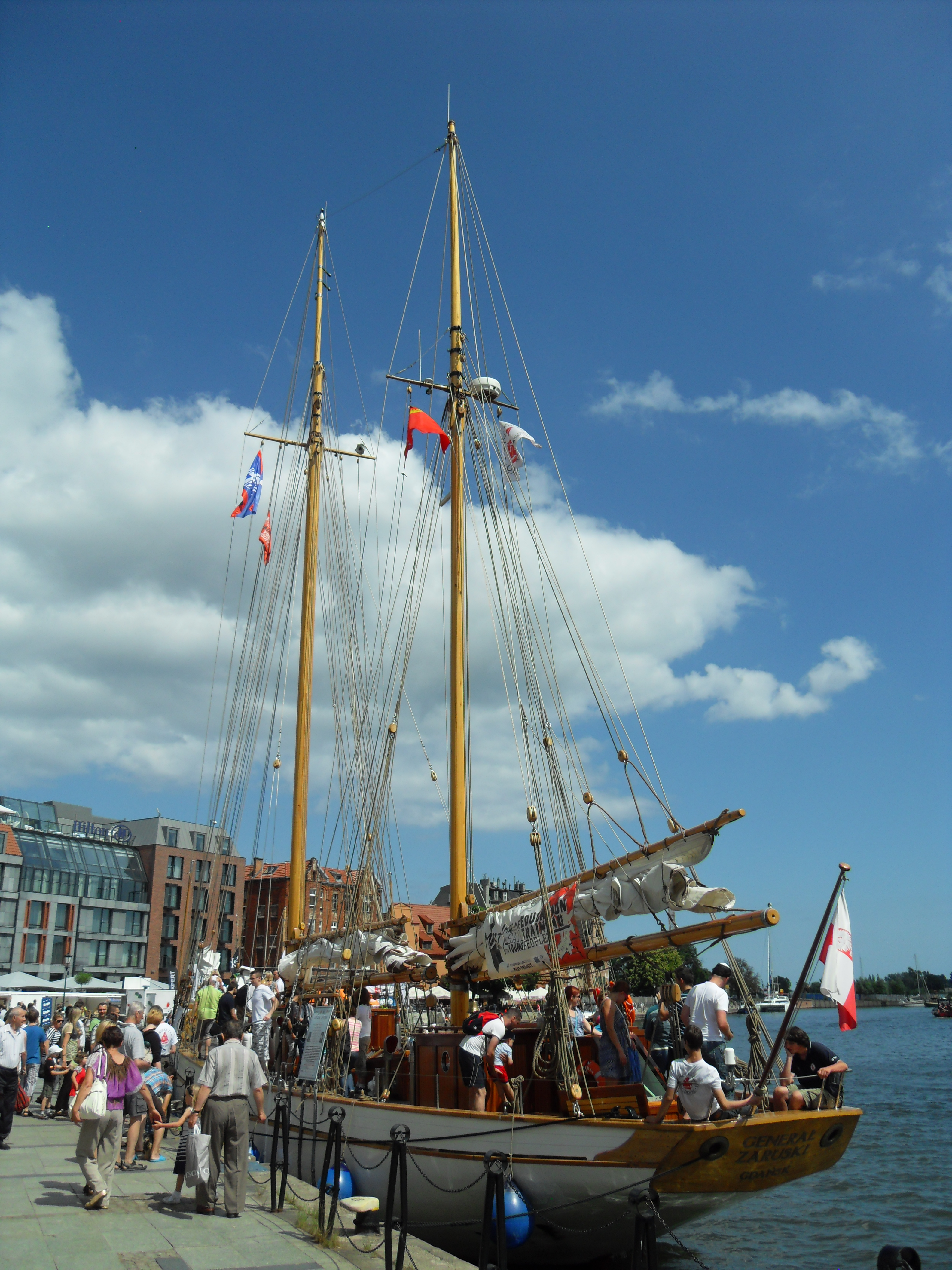
STS Generał Zaruski po remoncie, 2013

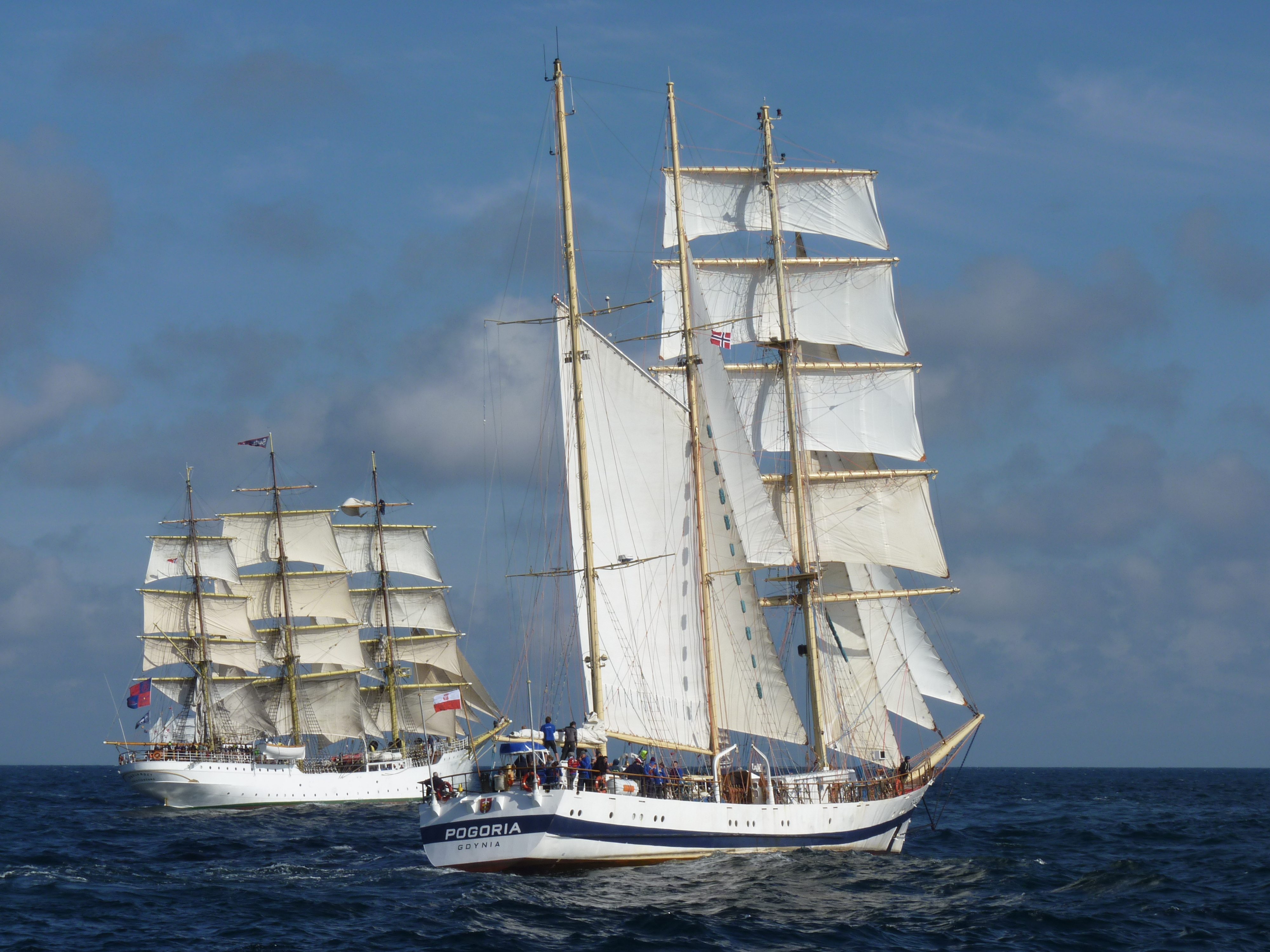
Pogoria w The Tall Ships’ Races 2010

A. Jasser zaproponował nazwę organizacji i jej graficzny znak – cztery skrzyżowane szekle. O tej nazwie i wymowie logo Jerzy Wadowski pisał w roku 1975 na łamach miesięcznika „Morze”:

Szekla – „służy do łączenia lin i łańcuchów ze sobą i innymi częściami osprzętu”. […] Szekla to również symbol. … obrazuje metaforycznie nie tylko sprzężenie, bo także trwałość, twardość i moc. … rzadko się zdarza, by nazwa była tak pełnym odbiciem treści, jak w przypadku Bractwa Żelaznej Szekli.

Wkrótce powołano kapitułę Bractwa, której pierwsze zebranie odbyło się w czerwcu 1975 r. w Jacht Klubie Marynarki Wojennej w Gdyni. W skład kapituły weszli m.in.:
- Maciej Szczepański – prezes Radiokomitetu i kapitan jachtowy, wybrany na komandora Bractwa,
- Krzysztof Baranowski – żeglarz, który w tymże roku zakończył swój samotny rejs dookoła świata wokół przylądka Horn na „Polonezie” (od roku 1977 prowadził klub BŻSz[7]),
- Andrzej Benesz – przewodniczący Stronnictwa Demokratycznego, wicemarszałek Sejmu i płetwonurek,
- Witold Bublewski – inicjator utworzenia pierwszej polskiej „szkoły pod żaglami” na Zawiszy Czarnym, dowodzonym przez gen. Mariusza Zaruskiego (w latach 1931–1939 – harcmistrz w Wydziale Drużyn Żeglarskich Głównej Kwatery Harcerzy)[8],
- Michał Sumiński – autor książek i programów telewizyjnych, m.in. o tematyce żeglarskiej, np. „Dla tych, co na morzu”,
- Henryk Śliwowski – wojewoda Gdańska[9].

Magazynem „Bractwa Żelaznej Szekli” stał się „Latający Holender”, program z ponadmilionową widownią. W regulaminie Bractwa zamieszczono m.in. zdanie:

Członkiem Bractwa, zwanym Jungą, może zostać każda dziewczyna lub chłopiec, którzy wezmą udział w zajęciach „Latającego Holendra” i otrzymają kartę marynarską.

Na statkach szkolnych Junga nie otrzymywał patentów, stopni lub uprawnień (np. żeglarza, sternika jachtowego lub innych). W regulaminie podkreślano, że otrzymywał przede wszystkim możliwość wykazania się odwagą, przedsiębiorczością i „dobrą robotą”, rozwijania zdolności przywódczych i spełnienia marzeń o Wielkiej Przygodzie.
Kpt. Adam Jasser został etatowym kapitanem żaglowca „Henryk Rutkowski” (późniejsza nazwa – STS „Kapitan Głowacki”), na którym odbywały się rejsy młodzieży wygrywającej telewizyjne konkursy morskie, cieszące się wielkim powodzeniem. „Henryk Rutkowski” był czarterowany dla Bractwem Żelaznej Szekli przez Telewizję Polską i pełnił funkcję jednostki flagowej. W sezonie żeglarskim 1975 odbył 7 rejsów szkoleniowych z udziałem 90 jungów i 30 pracowników TVP oraz rejs instruktorów Bractwa do Wielkiej Brytanii (Londyn, Amsterdam, Kopenhaga pod dowództwem kpt. Aleksandra Lipińskiego). Na rok 1976 zaplanowano udział w Operacji Żagiel – rejs do Nowego Jorku na międzynarodowe obchody 200-lecia Deklaracji Niepodległości. W tym okresie została też nawiązana współpraca Bractwa z angielskim Ocean Youth Club (później Ocean Youth Trust).
Poza „Henrykiem Rutkowskim” w akcjach letnich Bractwa uczestniczyły inne jednostki, m.in. s/y Jurand, który odbył np. w sierpniu 1977 r. rejs z Jastarni, w czasie którego odwiedzono porty Gdynia, Gdańsk, Hel, Władysławowo, Ustka. Od Ligi Obrony Kraju czarterowano „Generała Zaruskiego”, a od Polskiego Związku Żeglarskiego – s/y Zew Morza, który pływał z Bractwem w latach 1978 i 1980 biorąc udział w Cutty Sark Tall Ships' Races (pod kpt. Krzysztofem Baranowskim).
Po kilku latach od formalnego utworzenia Bractwa jego kapituła zdecydowała (mimo kontrowersji – jednomyślnie), że istnieje potrzeba uniknięcia konieczności czarterów – potrzebne jest zbudowanie własnej jednostki. Zdecydowano – we współpracy z młodym polskim konstruktorem, Zygmuntem Choreniem – że zostanie zbudowany pierwszy w Polsce żaglowiec sportowy z ożaglowaniem rejowym. Radiokomitet Telewizji Polskiej zamówił w Stoczni Gdańskiej im. Lenina budowę barkentyny (zamówienie podpisał Maciej Szczepański, prezes Radiokomitetu i pierwszy komandor Bractwa). Wodowanie „STS Pogoria” odbyło się 23 stycznia 1980 r. – w roku przełomowych wyborów parlamentarnych. Pierwszym kapitanem został Piotr Bigaj, który jeszcze w 1980 r. ustąpił miejsca Krzysztofowi Baranowskiemu. Prasa – słabiej cenzurowana w tym okresie – informowała o luksusowym wyposażeniu żaglowca (podejrzewano, że miał być własnością prezesa TVP). Krzysztof Baranowski wypłynął z pierwszą grupą Jungów w roku 1983; uczniowska załoga przerabiała w czasie rejsu normalny program szkoły średniej.
Działalność Bractwa zakończyła się, gdy Telewizja Polska zrezygnowała z kontynuacji kosztownego programu morskiej edukacji młodzieży. Nie zarzucił tych zamierzeń kpt. Krzysztof Baranowski, podejmując pod tym samym hasłem nowe inicjatywy (finansowane z czarterów i pomocy innych sponsorów), takie jak Szkoła pod Żaglami i jej „nowe wcielenie” – program „Dookoła świata za pomocną dłoń”, przeznaczony dla 14-latków (wstępny warunek eliminacji – pomoc niesiona innym).

## Upamiętnienie
Bohdan Sienkiewicz, twórca programu „Latający Holender”, który postanowił przygotować film na temat BŻSz, powiedział m.in.:

Była to przede wszystkim organizacja, dzięki której osoby niespełniające wymogów potrzebnych do wyruszenia na morze, mogli spełnić swoje marzenia. […] Okazało się, że wychowanie morskie może być formą resocjalizacji. W jednym z rejsów brali udział chłopcy z zakładu poprawczego z Malborka. Mimo obaw, doskonale sobie poradzili. Marzy mi się, żeby wzięli udział w naszym filmie.

Film prezentowano w czasie obchodów 40-lecia utworzenia Bractwa, które odbyły się w Jastarni 15 lipca 2013 roku. Na spotkanie przyjechało m.in. kilkudziesięciu byłych członków BGŻ. Uroczystości uświetniło przybycie odremontowanego „Generała Zaruskiego” (budzącego wielkie zainteresowanie zwiedzających i wspomnienia pierwszych jungów; zob. filmy „Chłopcy a-hoj” i "Generał Zaruski"). Zgodnie z tradycją BŻSz i „Latającego Holendra” przeprowadzono okolicznościowy konkurs wiedzy żeglarskiej; główną nagrodą był rejs na „Zaruskim” po Zatoce Gdańskiej. Wśród kilkunastu zwycięzców byli goście z różnych stron Polski (m.in. Bielsko Biała, Warszawa, Starogard Gdański, Zgierz, Nowy Tomyśl). W Miejskim Zarządzie Portu zorganizowano wystawę zdjęć i konferencję nt. historii Bractwa, w której wziął udział kpt. Adam Jasser.
STS „Pogoria”, uczestnicząc w rejsach „Szkoły pod Żaglami” lub regatach „Tall Ships' Races”, nosi na dziobie logo Bractwa – cztery skrzyżowane szekle.